# Brotherhood of Man
Brotherhood of Man est un groupe britannique qui a été très populaire dans les années 1970. Surtout connu pour avoir remporté le Concours Eurovision 1976 avec le titre Save Your Kisses for Me, il fut un temps considéré comme le pendant et le rival anglais du groupe ABBA.

## Historique
Le groupe a été fondé en 1969  par le producteur et compositeur, Tony Hiller. Les membres de la formation étaient des chanteurs de studio qui changeaient fréquemment. Le groupe a eu pour membre, entre autres, le chanteur Tony Burrows. En 1970, la formation obtient un succès avec le titre United We Stand non seulement au Royaume-Uni mais aussi aux États-Unis. 
En 1972, Tony Hiller recrute dans un premier temps Lee Sheriden, Martin Lee, Nicky Stevens et en 1974 Sandra Stevens vient compléter le trio. Au début de l'année 1976, ils connaissent un énorme succès populaire en France avec Kiss me, kiss your baby (disque Vogue), certifié disque d'or par le Snep, puis gagne le Concours Eurovision avec le titre Save Your Kisses for Me (également certifié disque d'or en France). Le titre suivant My sweet Rosalie reçoit un succès dans la foulée de son illustre précédent. Les titres sont écrits pour la plupart par Tony Hiller, Martin Lee et Lee Sheriden.
Le quatuor produit encore quelques hits au Royaume-Uni et dans le Benelux (Oh Boy !, Angelo, Figaro, Beautiful Lover) mais leur popularité s'étiole et Lee Sheriden quitte le groupe au début de 1982. Il est remplacé par Barry Upton et la formation obtient un dernier succès d'estime avec Lightning Flash la même année. Ne parvenant pas à renouer avec le grand public, les artistes décident de se séparer en 1984.
Néanmoins, en 1986, Lee Sheriden, Martin Lee, Nicky Stevens et Sandra Stevens reprennent les tournées et le groupe produira encore trois albums. Ils annoncent leur retraite en 2022. 
Martin Lee décède le 29 septembre 2024.
Les critiques dirent que le groupe avait tendance à imiter Abba notamment en raison de leurs titres Figaro, Angelo (d'après Fernando) et Lightning Flash (d'après Super Trouper). En 1980, pour leur premier album de reprises Sing 20 Number One Hits, Brotherhood of Man enregistre sa version de Dancing Queen.

## Membres (depuis1974)
- Nicky Stevens, née Helen Maria Thomas le 3 décembre 1951, à Carmarthen, Pays de Galles.
- Sandra Stevens, née le 23 novembre 1949, à Leeds, Yorkshire.
- Martin Lee, né Martin Barnes le 26 novembre 1946, dans le Surrey et mort le 29 septembre 2024.
- Lee Sheriden, né Roger Pritchard le 11 avril 1949, à Bristol.
- Barry Upton, né le 25 février 1954, à Hastings, Sussex.

## Vie privée
Martin Lee et Sandra Stevens étaient mariés depuis 1979.

## Albums
- 1970 : United We Stand
- 1972 : We're the Brotherhood of Man
- 1973 : The World of the Brotherhood of Man
- 1974 : Good Things Happening
- 1976 : Love and Kisses
- 1977 : Oh Boy!
- 1977 : Images
- 1978 : B for Brotherhood
- 1978 : Twenty Greatest
- 1979 : Higher Than High
- 1979 : Singing a Song
- 1980 : Good Fortune
- 1980 : Sing 20 Number One Hits
- 1981 : 20 Disco Greats / 20 Love Songs
- 1983 : Lightning Flash
- 1992 : The Butterfly Children
- 1997 : Greenhouse
- 2002 : The Seventies Story (2002)

## Singles
- 1970 : United We Stand
- 1970 : Where Are You Going To My Love
- 1971 : Reach Out Your Hand
- 1974 : Lady
- 1976 : Kiss Me, Kiss Your Baby
- 1976 : Save Your Kisses for Me
- 1976 : My Sweet Rosalie
- 1977 : Tell Me, Tell Me
- 1977 : Oh Boy (The Mood I'm In)
- 1977 : Angelo
- 1978 : Highwayman
- 1978 : Figaro
- 1978 : Beautiful Lover
- 1978 : Middle Of The Night
- 1979 : Papa Louis
- 1982 : Lightning Flash